# Brayden Schnur
Brayden Schnur (* 4. Juli 1995 in Pickering, Ontario) ist ein kanadischer Tennisspieler.

## Karriere
Brayden Schnur spielt hauptsächlich auf der ATP Challenger Tour und der ITF Future Tour. Er feierte bislang einen Einzel- und drei Doppelsiege auf der Future Tour. Sein Debüt im Einzel auf der ATP World Tour gab er im August 2014 beim Rogers Cup, wo er in der Auftaktrunde gegen Andreas Seppi in zwei Sätzen verlor.
Im Februar 2019 qualifizierte er sich in New York City für das Einzelfeld und gewann sein erstes Match auf der ATP World Tour. Er zog ins Finale ein und musste sich dort dem US-Amerikaner Reilly Opelka in drei Sätzen geschlagen geben. Durch diesen Erfolg erreichte er mit dem 107. Rang seinen bisherigen Karrierebestwert in der Weltrangliste.
2017 gab er sein Debüt im Davis Cup für die kanadische Mannschaft.

## Erfolge
| Legende (Anzahl der Siege) |
| Grand Slam                 |
| ATP Finals                 |
| ATP Tour Masters 1000      |
| ATP Tour 500               |
| ATP Tour 250               |
| ATP Challenger Tour        |

### Einzel

#### Finalteilnahmen
| Nr. | Datum            | Turnier       | Belag         | Finalgegner   | Ergebnis        |
| --- | ---------------- | ------------- | ------------- | ------------- | --------------- |
| 1.  | 17. Februar 2019 | New York City | Hartplatz (i) | Reilly Opelka | 1:6, 7:67, 6:77 |